# Sabrosa (freguesia)
Sabrosa, com sede na vila que lhe dá o nome, é uma freguesia portuguesa do Município de Sabrosa com 8,68 km² de área e 1130 habitantes (censo de 2021), tendo, por isso, uma densidade populacional de 130,2 hab./km².
A vila de Sabrosa é a sede do município distando 21 Km de Vila Real, e ficando encostada à Serra do Criveiro. 
Há duas versões quanto ao aparecimento da palavra Sabrosa: 1) do adjetivo sabulosus (terras com saibro ou arenosas), 2) do adjetivo saborosus (das águas e frutos saborosos).
Durante o domínio romano, Sabrosa pertenceu à circunscrição de Panóias. Teve carta de foral de D. Sancho I de Portugal a 1 de Maio de 1196 e pertenceu ao Arcebispado de Braga.
Esta vila e a freguesia, como sede do município, estão bem apetrechadas quanto a serviços beneficiando de recolha de lixo, rede pública de abastecimento de água e de águas residuais, centro de dia, centro de saúde, farmácia, Estação de Correio, escolas do 1.º, 2.º e 3.º Ciclos do Ensino Básico e Secundário, Biblioteca Municipal e minimercado. É também aqui que se encontra a sede dos Bombeiros Voluntários de Sabrosa.
A Freguesia de Sabrosa exibe várias casas senhoriais tais como a Câmara Municipal, antigo solar brasonado da família de Barros Lobo (séc. XVIII). Podemos ainda conhecer a Casa da Comba com capela e brasão, a Casa dos Teixeira Lobo e a Casa dos Arcos, ambas brasonadas, a Casa dos Canavarros, o mais imponente e maior solar de Sabrosa e onde actualmente funciona o Hotel Quality Inn, a Casa da Capela que pertenceu à família Pinto Pizarro da Gama Lobo, a Casa Azeredo com capela privada, a Casa da Pereira, onde nasceu Fernão de Magalhães, e que foi construída no século XV (possui uma janela decorada com dois pequenos padrões, em alto relevo e duas rosas dos ventos), a Casa dos Marinho que é a mais antiga casa brasonada de Sabrosa a seguir à de Fernão de Magalhães, a Casa do Largo da Igreja com as suas janelas manuelinas e a Casa dos de Barros Lobo, datada do século XVIII e que continua na posse dos descendentes.
Sabrosa possui ainda uma belíssima Igreja Matriz em estilo barroco, que foi construída no século XVIII no lugar da anterior e onde existia a Capela de Fernão de Magalhães, a qual ele refere no seu testamento. Na Igreja Matriz podemos encontrar também algumas obras de arte sacra, como o Retábulo da Capela-mor, o Órgão monumental e a Sagrada Custódia.
Sabrosa têm também vestígios arqueológicos, dos quais se destaca o Castro de Sabrosa situado a 2 km da Vila, datado da Idade do Ferro foi depois ocupado pelos romanos. Podemos encontrar ainda duas pequenas mamoas, vestígios do Neolítico, junto à Capela de Santa Bárbara.

## Demografia
A população registada nos censos foi:
| Distribuição da População por Grupos Etários | Distribuição da População por Grupos Etários | Distribuição da População por Grupos Etários | Distribuição da População por Grupos Etários | Distribuição da População por Grupos Etários |
| -------------------------------------------- | -------------------------------------------- | -------------------------------------------- | -------------------------------------------- | -------------------------------------------- |
| Ano                                          | 0-14 Anos                                    | 15-24 Anos                                   | 25-64 Anos                                   | > 65 Anos                                    |
| 2001                                         | 192                                          | 166                                          | 612                                          | 219                                          |
| 2011                                         | 170                                          | 145                                          | 646                                          | 241                                          |
| 2021                                         | 125                                          | 122                                          | 568                                          | 315                                          |

## Património
- Casa Azeredo, edifício dos fins do século XVI e uma parte dos inicios do XVII, capela do século XVII (1615)
- Casa da Pereira, edifício onde nasceu Fernão de Magalhães
- Marco granítico N.º 47
- Castro de Sabrosa ou Castelo dos Mouros
- Casa dos de Barros (Casa dos Sete Generais)
- Solar dos Canavarro (Hotel)
- Igreja Matriz (com Altar-Mor em talha dourada do século XVIII)
- Quinta da Capela
- Casa dos de Almeida dos finais do século XVIII e finais do século XIX, com capela interior dedicada a Santa Maria e traça romântica (Casa Fundadora dos Bombeiros Voluntários de Sabrosa)
- Quinta da Comba
- Edifício dos Paços do Concelho
- Edifício da Junta de Freguesia
- Capela de São Roque

## Personalidades ilustres
- Conde de Sabrosa